# Sylvia nana
Sylvia nana là một loài chim trong họ Sylviidae.